# Kalendarium rządu Jarosława Kaczyńskiego
Kalendarium rządu Jarosława Kaczyńskiego opisuje powołanie rządu Jarosława Kaczyńskiego, zmiany na stanowiskach ministrów, sekretarzy stanu, podsekretarzy stanu, wojewodów i wicewojewodów a także zmiany personalne na kierowniczych stanowiskach w urzędach centralnych podległych Radzie Ministrów.

## Zmiany w rządzie
Lista zmian personalnych na stanowiskach ministrów, sekretarzy stanu i podsekretarzy stanu.

### Rok 2006
| Powołanie | Odwołanie |
| 14 lipca 2006 | 14 lipca 2006 |
| --- | --- |
| - Przemysława Gosiewskiego na urzędy wiceprezesa Rady Ministrów oraz ministra-członka Rady Ministrów, - Ludwika Dorna na urzędy wiceprezesa Rady Ministrów oraz ministra spraw wewnętrznych i administracji, - Romana Giertycha na urzędy wiceprezesa Rady Rady Ministrów i ministra edukacji narodowej, - Andrzeja Leppera na urzędy wiceprezesa Rady Ministrów oraz ministra rolnictwa i rozwoju wsi, - Anny Fotygi na urzędy ministra spraw zagranicznych i przewodniczącej Komitetu Integracji Europejskiej, - Grażyny Gęsickiej na urząd ministra rozwoju regionalnego, - Wojciecha Jasińskiego na urząd ministra skarbu państwa, - Antoniego Jaszczaka na urząd ministra budownictwa, - Anny Kalaty na urząd ministra pracy i polityki społecznej, - Stanisława Kluzy na urząd ministra finansów, - Tomasza Lipca na urząd ministra sportu, - Jerzego Polaczka na urząd ministra transportu, - Zbigniewa Religi na urząd ministra zdrowia, - Michała Seweryńskiego na urząd ministra nauki i szkolnictwa wyższego, - Radosława Sikorskiego na urząd ministra obrony narodowej, - Jana Szyszko na urząd ministra środowiska, - Kazimierza Ujazdowskiego na urząd ministra kultury i dziedzictwa narodowego, - Zbigniewa Wassermanna na urząd ministra-członka Rady Ministrów, - Rafała Wiecheckiego na urząd ministra gospodarki morskiej, - Piotra Woźniaka na urząd ministra gospodarki, - Zbigniewa Ziobro na urząd ministra sprawiedliwości, - Mariusza Błaszczaka na stanowisko szefa Kancelarii Prezesa Rady Ministrów w randze sekretarza stanu, - Adama Lipińskiego, sekretarza stanu w Kancelarii Prezesa Rady Ministrów, na stanowisko szefa gabinetu politycznego premiera. - Jana Dziedziczaka na stanowisko rzecznika prasowego rządu. | - Ireny Okrągłej ze stanowiska zastępcy prokuratora generalnego w Ministerstwie Sprawiedliwości (powołana na to stanowisko 30 listopada 2005). |
| 20 lipca 2006 | |
| - Pawła Kowala na stanowisko sekretarza stanu w Ministerstwie Spraw Zagranicznych. | – |
| 21 lipca 2006 | |
| - Antoniego Macierewicza na stanowisko podsekretarza stanu w Ministerstwie Obrony Narodowej. | – |
| 1 sierpnia 2006 | |
| - Andrzeja Dudy na stanowisko podsekretarza stanu w Ministerstwie Sprawiedliwości. | – |
| 2 sierpnia 2006 | |
| – | - Aleksandra Szczygły ze stanowiska sekretarza stanu w Ministerstwie Obrony Narodowej (powołany na to stanowisko 23 grudnia 2005). |
| 7 sierpnia 2006 | |
| - Mirosława Mielniczuka na stanowisko sekretarza stanu w Ministerstwie Pracy i Polityki Społecznej, - Romualda Polińskiego na stanowisko podsekretarza stanu w Ministerstwie Pracy i Polityki Społecznej. | - Pawła Wypycha ze stanowiska sekretarza stanu w Ministerstwie Pracy i Polityki Społecznej (powołany na to stanowisko 30 listopada 2005). |
| 10 sierpnia 2006 | |
| – | - Stanisława Kozieja ze stanowiska podsekretarza stanu w Ministerstwie Obrony Narodowej (powołany na to stanowisko 7 listopada 2005). |
| 11 sierpnia 2006 | |
| - Bogusława Winida na stanowisko podsekretarza stanu w Ministerstwie Obrony Narodowej. | – |
| 16 sierpnia 2006 | |
| - Janusza Mikuły na stanowisko podsekretarza stanu w Ministerstwie Rozwoju Regionalnego. | – |
| 17 sierpnia 2006 | |
| - Piotra Soroczyńskiego na stanowisko podsekretarza stanu w Ministerstwie Finansów. | – |
| 24 sierpnia 2006 | |
| - Marka Surmacza na stanowisko sekretarza stanu w Ministerstwie Spraw Wewnętrznych i Administracji. | - Władysława Stasiaka ze stanowiska sekretarza stanu w Ministerstwie Spraw Wewnętrznych i Administracji (powołany na to stanowisko 31 maja 2006). |
| 25 sierpnia 2006 | |
| - Marka Zająkały na stanowisko sekretarza stanu w Ministerstwie Obrony Narodowej. | - Marka Zająkały ze stanowiska podsekretarza stanu w Ministerstwie Obrony Narodowej (powołany na to stanowisko 3 stycznia 2006). |
| 31 sierpnia 2006 | |
| - Ireneusza Dąbrowskiego na stanowisko podsekretarza stanu w Ministerstwie Skarbu Państwa. | – |
| 1 września 2006 | |
| - Przemysława Piątka na stanowisko zastępcy prokuratora generalnego w Ministerstwie Sprawiedliwości. | – |
| 5 września 2006 | |
| - Marka Grabowskiego na stanowisko podsekretarza stanu w Ministerstwie Zdrowia, - Andrzeja Ilczuka na stanowisko sekretarza stanu w Ministerstwie Rozwoju Regionalnego. | - Andrzeja Wojtyły ze stanowiska podsekretarza stanu w Ministerstwie Zdrowia (powołany na to stanowisko 4 listopada 2005). |
| 9 września 2006 | |
| - Wojciecha Mojzesowicza na stanowisko sekretarza stanu ds. rolnych w Kancelarii Premiera. | – |
| 21 września 2006 | |
| - Jacka Dominika na stanowisko podsekretarza stanu w Ministerstwie Finansów. | - Jarosława Pietrasa ze stanowiska sekretarza stanu w Ministerstwie Finansów (powołany na to stanowisko 1 kwietnia 2006). |
| 22 września 2006 | |
| - Zyty Gilowskiej na urzędy wiceprezesa Rady Ministrów i ministra finansów. | - Andrzeja Leppera z urzędów wiceprezesa Rady Ministrów oraz ministra rolnictwa i rozwoju wsi (powołany na te urzędy 14 lipca 2006), - Stanisława Kluzy z urzędu ministra finansów (powołany na ten urząd 14 lipca 2006).                               |
| wrzesień 2006 | |
| – | - Zdzisława Hensla ze stanowiska podsekretarza stanu w Ministerstwie Edukacji Narodowej (powołany na to stanowisko 28 czerwca 2006). |
| 3 października 2006 | |
| - Sylwii Sysko–Romańczuk na stanowisko podsekretarza stanu w Ministerstwie Edukacji Narodowej. | – |
| 4 października 2006 | |
| – | - Antoniego Macierewicza ze stanowisk podsekretarza stanu, pełnomocnika ds. tworzenia służby kontrwywiadu wojskowego i szefa komisji weryfikacyjnej dla funkcjonariuszy WSI w Ministerstwie Obrony Narodowej (powołany na te stanowiska 21 lipca 2006). |
| 9 października 2006 | |
| - Witolda Sobkowa na stanowisko podsekretarza stanu w Ministerstwie Spraw Zagranicznych. | - Stanisława Komorowskiego ze stanowiska podsekretarza stanu w Ministerstwie Spraw Zagranicznych (powołany na to stanowisko 10 listopada 2005). |
| 13 października 2006 | |
| – | - Witolda Kuleszy ze stanowiska zastępcy prokuratora generalnego i dyrektora Głównej Komisji Ścigania Zbrodni przeciwko Narodowi Polskiemu w Ministerstwie Sprawiedliwości (powołany na te stanowiska 7 sierpnia 2000).                                 |
| 16 października 2006 | |
| - Andrzeja Leppera na urzędy wiceprezesa Rady Ministrów oraz ministra rolnictwa i rozwoju wsi. | – |
| 20 października 2006 | |
| - Daniela Pawłowca na stanowisko sekretarza stanu w Kancelarii Premiera. | – |
| 23 października 2006 | |
| – | - Wojciecha Mojzesowicza ze stanowiska sekretarza stanu ds. rolnych w Kancelarii Premiera (powołany na to stanowisko 9 września 2006). |
| 25 października 2006 | |
| – | - Teresy Warchałowskiej ze stanowiska podsekretarza stanu w Ministerstwie Środowiska (powołana na to stanowisko 5 grudnia 2005). |
| 26 października 2006 | |
| – | - Barbary Tuge–Erecińskiej ze stanowiska sekretarza stanu w Ministerstwie Spraw Zagranicznych (powołana na to stanowisko 24 listopada 2005). |
| 27 października 2006 | |
| - Krzysztofa Zaręby na stanowisko sekretarza stanu w Ministerstwie Środowiska. | – |
| 30 października 2006 | |
| - Krzysztofa Filipka na stanowisko sekretarza stanu w Kancelarii Premiera. | – |
| październik 2006 | |
| - Piotra Ślusarczyka na stanowisko sekretarza stanu w Ministerstwie Budownictwa. | - Tomasza Chrabskiego ze stanowiska zastępcy prokuratora generalnego i p.o Naczelnego Prokuratora Wojskowego w Ministerstwie Sprawiedliwości (powołany na te stanowiska 12 czerwca 2006).                                                               |
| 3 listopada 2006 | |
| - Andrzeja Aumillera na urząd ministra budownictwa. | - Antoniego Jaszczaka z urzędu ministra budownictwa (powołany na ten urząd 14 lipca 2006). |
| 6 listopada 2006 | |
| - Sławomira Urbaniaka na stanowisko podsekretarza stanu w Ministerstwie Skarbu Państwa. | – |
| 7 listopada 2006 | |
| - Marty Gajęckiej na stanowisko podsekretarza stanu w Ministerstwie Finansów. | – |
| 17 listopada 2006 | |
| – | - Jarosława Nenemana ze stanowiska podsekretarza stanu w Ministerstwie Finansów (powołany na to stanowisko 24 maja 2006). |
| 25 listopada 2006 | |
| - Mariusza Kazany na stanowisko dyrektora generalnego służby zagranicznej w Ministerstwie Spraw Zagranicznych. | – |
| 15 grudnia 2006 | |
| – | - Leszka Jesienia ze stanowiska sekretarza stanu ds. zagranicznych w Kancelarii Premiera (powołany na to stanowisko 27 czerwca 2006). |
| 27 grudnia 2006 | |
| – | - Witolda Sobkowa ze stanowiska podsekretarza stanu w Ministerstwie Spraw Zagranicznych (powołany na to stanowisko 9 października 2006). |

### Rok 2007
| Powołanie | Odwołanie |
| 3 stycznia 2007 | 3 stycznia 2007 |
| --- | --- |
| – | - Piotra Soroczyńskiego ze stanowiska podsekretarza stanu w Ministerstwie Finansów (powołany na to stanowisko 17 sierpnia 2006). |
| 5 stycznia 2007 | |
| - Krzysztofa Szczerskiego na stanowisko podsekretarza stanu w Ministerstwie Spraw Zagranicznych. | – |
| 8 stycznia 2007 | |
| - Katarzyny Zajdel-Kurowskiej na stanowisko podsekretarza stanu w Ministerstwie Finansów. | – |
| 9 stycznia 2007 | |
| - Jacka Kościelniaka na stanowiska sekretarza stanu w Kancelarii Premiera, zastępcy szefa Kancelarii Premiera ds. społeczno-gospodarczych oraz wiceprzewodniczącego Komitetu Stałego Rady Ministrów, - Zbigniewa Graczyka na stanowisko podsekretarza stanu w Ministerstwie Gospodarki Morskiej. | – |
| 11 stycznia 2007 | |
| - Daniela Pawłowca na stanowisko sekretarza stanu w Urzędzie Komitetu Integracji Europejskiej, - Piotra Ślusarczyka na stanowisko sekretarza stanu w Kancelarii Premiera. | - Daniela Pawłowca ze stanowiska sekretarza stanu w Kancelarii Premiera (powołany na to stanowisko 20 października 2006), - Piotra Ślusarczyka ze stanowiska sekretarza stanu w Ministerstwie Budownictwa (powołany na to stanowisko w październiku 2006). |
| 17 stycznia 2007 | |
| - Adama Pęzioła na stanowisko podsekretarza stanu w Ministerstwie Finansów. | – |
| 19 stycznia 2007 | |
| - Krzysztofa Olendzkiego, podsekretarza stanu w Ministerstwie Kultury i Dziedzictwa Narodowego, na stanowisko pełnomocnika Rządu ds. Organizacji Światowej Wystawy EXPO 2012 we Wrocławiu. | - Andrzeja Kaczmarka, podsekretarza stanu w Ministerstwie Gospodarki, ze stanowiska pełnomocnika Rządu ds. Organizacji Światowej Wystawy EXPO 2012 we Wrocławiu. |
| 24 stycznia 2007 | |
| - Adama Pęzioła, podsekretarza stanu w Ministerstwie Finansów, na stanowisko Głównego Rzecznika Dyscypliny Finansów Publicznych. | - Mariana Banasia, podsekretarza stanu w Ministerstwie Finansów, ze stanowiska Głównego Rzecznika Dyscypliny Finansów Publicznych. |
| 31 stycznia 2007 | |
| – | - Andrzeja Kaczmarka ze stanowiska podsekretarza stanu w Ministerstwie Gospodarki (powołany na to stanowisko 4 listopada 2005), - Tomasza Wilczaka ze stanowiska podsekretarza stanu w Ministerstwie Gospodarki (powołany na to stanowisko 4 listopada 2005), - Andrzeja Kryspina Babuchowskiego ze stanowiska podsekretarza stanu w Ministerstwie Rolnictwa i Rozwoju Wsi (powołany na to stanowisko 8 maja 2006), - Zbigniewa Dynaka ze stanowiska podsekretarza stanu w Ministerstwie Finansów (powołany na to stanowisko 5 grudnia 2005). |
| 7 lutego 2007 | |
| - Aleksandra Szczygły na urząd Ministra Obrony Narodowej, - Pawła Wypycha na stanowisko podsekretarza stanu ds. pracy i polityki społecznej w Kancelarii Premiera. | - Radosława Sikorskiego z urzędu ministra obrony narodowej (powołany na ten urząd 31 października 2005), - Ludwika Dorna, wiceprezesa Rady Ministrów, z urzędu ministra spraw wewnętrznych i administracji (powołany na ten urząd 31 października 2005). |
| 8 lutego 2007 | |
| - Janusza Kaczmarka na urząd ministra spraw wewnętrznych i administracji. | - Janusza Kaczmarka ze stanowiska prokuratora krajowego i zastępcy prokuratora generalnego w Ministerstwie Sprawiedliwości (powołany na te stanowiska 31 października 2005). |
| 12 lutego 2007 | |
| - Jacka Kotasa na stanowisko podsekretarza stanu w Ministerstwie Obrony Narodowej. | – |
| 15 lutego 2007 | |
| - Dariusza Gabrela na stanowiska zastępcy prokuratora generalnego i Dyrektora Głównej Komisji Ścigania Zbrodni przeciwko Narodowi Polskiemu w Ministerstwie Sprawiedliwości. | – |
| 26 lutego 2007 | |
| - Dariusza Barskiego na stanowisko zastępcy prokuratora generalnego w Ministerstwie Sprawiedliwości, - Tomasza Szałka na stanowisko zastępcy prokuratora generalnego w Ministerstwie Sprawiedliwości. | – |
| luty 2007 | |
| – | - Mariusza Kazany ze stanowiska dyrektora generalnego służby zagranicznej w Ministerstwie Spraw Zagranicznych (powołany na to stanowisko 25 listopada 2006). |
| 2 marca 2007 | |
| - Krzysztofa Tchórzewskiego na stanowisko sekretarza stanu w Ministerstwie Gospodarki. | – |
| 5 marca 2007 | |
| - Arkadiusza Huzarka na stanowisko podsekretarza stanu w Ministerstwie Finansów. | – |
| 12 marca 2007 | |
| – | - Piotra Tutaka ze stanowisk sekretarza stanu w Kancelarii Premiera (powołany na to stanowisko 31 października 2005) i zastępcy szefa Kancelarii Premiera (powołany na to stanowisko 8 listopada 2005). |
| 15 marca 2007 | |
| – | - Krzysztofa Józefowicza ze stanowiska podsekretarza stanu w Ministerstwie Sprawiedliwości (powołany na to stanowisko 5 grudnia 2005). |
| 27 marca 2007 | |
| - Mariusza Błaszczaka, szefa Kancelarii Premiera, na urząd ministra-członka Rady Ministrów. | - Mariusza Błaszczaka, szefa Kancelarii Premiera, ze stanowiska sekretarza stanu w Kancelarii Premiera (powołany na to stanowisko 14 lipca 2006). |
| 30 marca 2007 | |
| - Małgorzaty Manowskiej na stanowisko podsekretarza stanu w Ministerstwie Sprawiedliwości. | – |
| marzec 2007 | |
| - Piotra Wojtczaka na stanowisko dyrektora generalnego służby zagranicznej w Ministerstwie Spraw Zagranicznych. | – |
| 4 kwietnia 2007 | |
| - Tomaszowi Szałkowi, zastępcy prokuratora generalnego w Ministerstwie Sprawiedliwości, powierzenie obowiązków prokuratora krajowego. | – |
| 5 kwietnia 2007 | |
| - Haliny Olendzkiej na stanowisko sekretarza stanu w Ministerstwie Pracy i Polityki Społecznej. | - Elżbiety Rafalskiej ze stanowiska sekretarza stanu w Ministerstwie Pracy i Polityki Społecznej (powołana na to stanowisko 6 czerwca 2006). |
| 17 kwietnia 2007 | |
| - Andrzeja Sadosia na stanowisko podsekretarza stanu ds. zagranicznych w Kancelarii Premiera. | – |
| 24 kwietnia 2007 | |
| - Wojciecha Bosaka na stanowisko podsekretarza stanu w Ministerstwie Budownictwa. | – |
| 27 kwietnia 2007 | |
| - Arnolda Masina na stanowisko sekretarza stanu w Ministerstwie Sportu. | - Ludwika Dorna z urzędu wiceprezesa Rady Ministrów (powołany na ten urząd 14 lipca 2006), - Radosława Pardy ze stanowiska sekretarza stanu w Ministerstwie Sportu (powołany na to stanowisko 13 maja 2006). |
| 8 maja 2007 | |
| - Przemysława Gosiewskiego na urząd wiceprezesa Rady Ministrów. | – |
| 10 maja 2007 | |
| - Rafała Borutko na stanowisko podsekretarza stanu w Ministerstwie Gospodarki Morskiej, - Macieja Jabłońskiego na stanowisko sekretarza stanu w Ministerstwie Rolnictwa i Rozwoju Wsi. | - Marka Zagórskiego ze stanowiska sekretarza stanu w Ministerstwie Rolnictwa i Rozwoju Wsi (powołany na to stanowisko 8 maja 2006). |
| 14 maja 2007 | |
| – | - Tomasza Szałka ze stanowiska zastępcy prokuratora generalnego w Ministerstwie Sprawiedliwości (powołany na to stanowisko 26 lutego 2007) oraz z powierzenia obowiązków Prokuratora Krajowego (powołany na to stanowisko 4 kwietnia 2007). |
| 15 maja 2007 | |
| - Tomasza Szałka na stanowiska zastępcy prokuratora generalnego – Naczelnego Prokuratora Wojskowego w Ministerstwie Sprawiedliwości. | – |
| 18 maja 2007 | |
| - Zbigniewa Raua na stanowisko podsekretarza stanu w Ministerstwie Spraw Wewnętrznych i Administracji. | - Marka Surmacza ze stanowiska sekretarza stanu w Ministerstwie Spraw Wewnętrznych i Administracji (powołany na to stanowisko 24 sierpnia 2006). |
| 25 maja 2007 | |
| – | - Marka Pasionka ze stanowisk podsekretarza stanu w Kancelarii Premiera, zastępcy ministra–członka Rady Ministrów i koordynatora służb specjalnych (powołany na te stanowiska 12 grudnia 2005). |
| 1 czerwca 2007 | |
| - Małgorzaty Sadurskiej na stanowisko sekretarza stanu w Kancelarii Premiera. | - Pawła Wypycha ze stanowiska podsekretarza stanu w Kancelarii Premiera (powołany na to stanowisko 7 lutego 2007). |
| 5 czerwca 2007 | |
| - Stanisława Piotrowicza na stanowisko sekretarza stanu w Kancelarii Premiera, zastępcy ministra–członka Rady Ministrów i koordynatora służb specjalnych. | – |
| 14 czerwca 2007 | |
| - Dariuszowi Barskiemu, zastępcy prokuratora generalnego w Ministerstwie Sprawiedliwości, powierzenie obowiązków prokuratora krajowego. | – |
| 9 lipca 2007 | |
| – | - Andrzeja Leppera z urzędów wiceprezesa Rady Ministrów oraz ministra rolnictwa i rozwoju wsi (powołany na te urzędy 16 października 2006), - Tomasza Lipca z urzędu ministra sportu (powołany na ten urząd 14 lipca 2006). |
| 13 lipca 2007 | |
| - Joanny Kluzik-Rostkowskiej na stanowisko podsekretarza stanu w Ministerstwie Rozwoju Regionalnego. | - Joanny Kluzik-Rostkowskiej ze stanowiska podsekretarza stanu w Ministerstwie Pracy i Polityki Społecznej (powołana na to stanowisko 17 listopada 2005). |
| 16 lipca 2007 | |
| – | - Ireneusza Dąbrowskiego ze stanowiska podsekretarza stanu w Ministerstwie Skarbu Państwa (powołany na to stanowisko 31 sierpnia 2006). |
| 19 lipca 2007 | |
| - Dariusza Barskiego, zastępcy prokuratora generalnego w Ministerstwie Sprawiedliwości, na stanowisko prokuratora krajowego. | - Dariusza Barskiego, zastępcy prokuratora generalnego w Ministerstwie Sprawiedliwości, z powierzenia obowiązków prokuratora krajowego (powołany na to stanowisko 14 czerwca 2006). |
| 23 lipca 2007 | |
| - Elżbiety Jakubiak na urząd ministra sportu i turystyki, - Grzegorza Schreibera na stanowisko podsekretarza stanu w Ministerstwie Sportu i Turystyki. | - Grzegorza Schreibera ze stanowiska podsekretarza stanu w Ministerstwie Sportu (powołany na to stanowisko 23 stycznia 2006). |
| 26 lipca 2007 | |
| – | - Daniela Pawłowca ze stanowiska sekretarza stanu w Urzędzie Komitetu Integracji Europejskiej (powołany na to stanowisko 11 stycznia 2007). |
| 31 lipca 2007 | |
| - Wojciecha Mojzesowicza na urząd ministra rolnictwa i rozwoju wsi. | – |
| 8 sierpnia 2007 | |
| - Władysława Stasiaka na urząd ministra spraw wewnętrznych i administracji. | - Janusza Kaczmarka z urzędu ministra spraw wewnętrznych i administracji (powołany na ten urząd 8 lutego 2007). |
| 9 sierpnia 2007 | |
| – | - Zbigniewa Raua ze stanowiska podsekretarza stanu w Ministerstwie Spraw Wewnętrznych i Administracji (powołany na to stanowisko 18 maja 2007). |
| 13 sierpnia 2007 | |
| - Joanny Kluzik-Rostkowskiej na urząd ministra pracy i polityki społecznej, - Ryszarda Legutki na urząd ministra edukacji narodowej, - Mirosława Barszcza na urząd ministra budownictwa, - Marka Gróbarczyka na urząd ministra gospodarki morskiej, - Rafała Romanowskiego na stanowisko podsekretarza stanu w Ministerstwie Rolnictwa i Rozwoju Wsi. | - Romana Giertycha z urzędów wiceprezesa Rady Ministrów i ministra edukacji narodowej (powołany na ten urząd 14 lipca 2006), - Anny Kalaty z urzędu ministra pracy i polityki społecznej (powołana na ten urząd 14 lipca 2006), - Rafała Wiecheckiego z urzędu ministra gospodarki morskiej (powołany na ten urząd 14 lipca 2006), - Andrzeja Aumillera z urzędu ministra budownictwa (powołany na ten urząd 3 listopada 2006), - Krzysztofa Filipka ze stanowiska sekretarza stanu w Kancelarii Premiera (powołany na to stanowisko 30 października 2006), - Piotra Ślusarczyka ze stanowiska sekretarza stanu w Kancelarii Premiera (powołany na to stanowisko 11 stycznia 2007), - Mirosława Orzechowskiego ze stanowiska sekretarza stanu w Ministerstwie Edukacji Narodowej (powołany na to stanowisko 10 maja 2006), - Arnolda Masina ze stanowiska sekretarza stanu w Ministerstwie Sportu i Turystyki (powołany na to stanowisko 23 lipca 2007), - Zbigniewa Graczyka ze stanowiska podsekretarza stanu w Ministerstwie Gospodarki Morskiej (powołany na to stanowisko 9 stycznia 2007), - Bogdana Sochy ze stanowiska podsekretarza stanu w Ministerstwie Pracy i Polityki Społecznej (powołany na to stanowisko 9 maja 2006), - Joanny Kluzik-Rostkowskiej ze stanowiska podsekretarza stanu w Ministerstwie Rozwoju Regionalnego (powołana na to stanowisko 13 lipca 2007), - Romualda Polińskiego ze stanowiska podsekretarza stanu w Ministerstwie Pracy i Polityki Społecznej (powołany na to stanowisko 7 sierpnia 2006), - Andrzeja Ilczuka ze stanowiska sekretarza stanu w Ministerstwie Rozwoju Regionalnego (powołany na to stanowisko 5 września 2006), - Rafała Borutko ze stanowiska podsekretarza stanu w Ministerstwie Gospodarki Morskiej (powołany na to stanowisko 10 maja 2007), - Elżbiety Wilczyńskiej ze stanowiska podsekretarza stanu w Ministerstwie Gospodarki (powołana na to stanowisko 4 lipca 2006), - Wojciecha Bosaka ze stanowiska podsekretarza stanu w Ministerstwie Budownictwa (powołany na to stanowisko 24 kwietnia 2007), |
| 15 sierpnia 2007 | |
| – | - Marty Gajęckiej ze stanowiska podsekretarza stanu w Ministerstwie Finansów (powołana na to stanowisko 7 listopada 2006). |
| 16 sierpnia 2007 | |
| – | - Ewy Ośnieckiej-Tameckiej ze stanowiska sekretarza stanu w Urzędzie Komitetu Integracji Europejskiej (powołana na to stanowisko 31 maja 2006). |
| 23 sierpnia 2007 | |
| - Andrzeja Waśko na stanowisko sekretarza stanu w Ministerstwie Edukacji Narodowej. | – |
| 24 sierpnia 2007 | |
| - Elżbiety Rafalskiej na stanowisko sekretarza stanu w Ministerstwie Pracy i Polityki Społecznej, - Macieja Janickiego na stanowisko podsekretarza stanu w Ministerstwie Sportu i Turystyki, - Grzegorza Gołdyni na stanowisko podsekretarza stanu w Ministerstwie Zdrowia. | - Marka Grabowskiego ze stanowiska podsekretarza stanu w Ministerstwie Zdrowia (powołany na to stanowisko 5 września 2006). |
| 25 sierpnia 2007 | |
| - Piotra Zalewskiego na stanowisko podsekretarza stanu w Ministerstwie Gospodarki Morskiej. | – |
| 27 sierpnia 2007 | |
| - Jacka Szczota na stanowisko podsekretarza stanu w Ministerstwie Rozwoju Regionalnego, - Andrzeja Jacka Piotrowskiego na stanowisko podsekretarza stanu w Ministerstwie Gospodarki, - Jarosława Żaczka na stanowisko sekretarza stanu w Ministerstwie Rolnictwa i Rozwoju Wsi. | - Macieja Jabłońskiego ze stanowiska sekretarza stanu w Ministerstwie Rolnictwa i Rozwoju Wsi (powołany na to stanowisko 10 maja 2007). |
| 29 sierpnia 2007 | |
| - Tomasza Nowakowskiego na stanowiska sekretarza stanu w Urzędzie Komitetu Integracji Europejskiej, sekretarza Komitetu Integracji Europejskiej oraz wiceprzewodniczącego Komitetu Europejskiego Rady Ministrów. | - Tomasza Nowakowskiego ze stanowiska podsekretarza stanu w Ministerstwie Rozwoju Regionalnego (powołany na to stanowisko 16 listopada 2005). |
| 30 sierpnia 2007 | |
| – | - Rafała Wiśniewskiego ze stanowiska podsekretarza stanu w Ministerstwie Spraw Zagranicznych (powołany na to stanowisko 3 listopada 2005), - Sebastiana Filipka-Kaźmierczaka ze stanowiska podsekretarza stanu w Ministerstwie Rolnictwa i Rozwoju Wsi (powołany na to stanowisko 23 czerwca 2006). |
| 31 sierpnia 2007 | |
| - Jacka Boguckiego na stanowisko sekretarza stanu w Ministerstwie Rolnictwa i Rozwoju Wsi, - Grzegorza Hałubka na stanowisko podsekretarza stanu w Ministerstwie Gospodarki Morskiej. | - Bogusława Winida ze stanowiska podsekretarza stanu w Ministerstwie Obrony Narodowej (powołany na to stanowisko 11 sierpnia 2006). |
| 6 września 2007 | |
| - Karola Karskiego na stanowisko sekretarza stanu w Ministerstwie Spraw Zagranicznych, - Andrzeja Sadosia na stanowisko podsekretarza stanu w Ministerstwie Spraw Zagranicznych. | - Andrzeja Sadosia ze stanowiska podsekretarza stanu ds. zagranicznych w Kancelarii Premiera (powołany na to stanowisko 17 kwietnia 2007), - Janusza Stańczyka ze stanowiska podsekretarza stanu w Ministerstwie Spraw Zagranicznych (powołany na to stanowisko 4 listopada 2005). |
| 7 września 2007 | |
| - Jarosławowi Kaczyńskiemu, Prezesowi Rady Ministrów, powierzenie obowiązków prokuratora generalnego, - Zyty Gilowskiej na stanowisko sekretarza stanu w Ministerstwie Finansów, - Przemysława Gosiewskiego na stanowisko sekretarza stanu w Kancelarii Premiera, - Mariusza Błaszczaka, szefa Kancelarii Premiera, na stanowisko sekretarza stanu w Kancelarii Premiera, - Anny Fotygi na stanowisko sekretarza stanu w MSZ, - Grażyny Gęsickiej na stanowisko sekretarza stanu w Ministerstwie Rozwoju Regionalnego, - Wojciecha Jasińskiego na stanowisko sekretarza stanu w Ministerstwie Skarbu Państwa, - Jerzego Polaczka na stanowisko sekretarza stanu w Ministerstwie Transportu, - Zbigniewa Religi na stanowisko sekretarza stanu w Ministerstwie Zdrowia, - Michała Seweryńskiego na stanowisko sekretarza stanu w Ministerstwie Nauki i Szkolnictwa Wyższego, - Aleksandra Szczygły na stanowisko sekretarza stanu w Ministerstwo Obrony Narodowej, - Jana Szyszki na stanowisko sekretarza stanu w Ministerstwie Środowiska, - Kazimierza Michała Ujazdowskiego na stanowisko sekretarza stanu w Ministerstwie Kultury i Dziedzictwa Narodowego, - Zbigniewa Wassermanna na stanowisko sekretarza stanu w Kancelarii Premiera, - Piotra Grzegorza Woźniaka na stanowisko sekretarza stanu w Ministerstwie Gospodarki, - Zbigniewa Ziobry na stanowisko sekretarza stanu w Ministerstwie Sprawiedliwości, - Bartłomieja Grabskiego na stanowisko podsekretarza stanu w Ministerstwie Obrony Narodowej. | - Zyty Gilowskiej z urzędów wiceprezesa Rady Ministrów i ministra finansów (powołana na te urzędy 22 września 2006), - Przemysława Gosiewskiego z urzędów wiceprezesa Rady Ministrów (powołany na ten urząd 8 maja 2007) i ministra–członka Rady Ministrów (powołany na ten urząd 14 lipca 2006), - Mariusza Błaszczaka, szefa Kancelarii Premiera, z urzędu ministra–członka Rady Ministrów (powołany na ten urząd 27 marca 2007), - Anny Fotygi z urzędów ministra spraw zagranicznych i Przewodniczącej Komitetu Integracji Europejskiej (powołana na te urzędy 14 lipca 2006), - Grażyny Gęsickiej z urzędów ministra rozwoju regionalnego (powołana na ten urząd 14 lipca 2006), - Wojciecha Jasińskiego z urzędu ministra skarbu państwa (powołany na ten urząd 14 lipca 2006), - Jerzego Polaczka z urzędu ministra transportu (powołany na ten urząd 14 lipca 2006), - Zbigniewa Religę z urzędu ministra zdrowia (powołany na ten urząd 14 lipca 2006), - Michała Seweryńskiego z urzędu ministra nauki i szkolnictwa wyższego (powołany na ten urząd 14 lipca 2006), - Aleksandra Szczygły z urzędu ministra obrony narodowej (powołany na ten urząd 7 lutego 2007), - Jana Szyszki z urzędu ministra środowiska (powołany na ten urząd 14 lipca 2006), - Kazimierza Michała Ujazdowskiego z urzędu ministra kultury i dziedzictwa narodowego (powołany na ten urząd 14 lipca 2006), - Zbigniewa Wassermanna z urzędu ministra–członka Rady Ministrów (powołany na ten urząd 14 lipca 2006), - Piotra Grzegorza Woźniaka z urzędu ministra gospodarki (powołany na ten urząd 14 lipca 2006), - Zbigniewa Ziobry z urzędów ministra sprawiedliwości i Prokuratora Generalnego (powołany na te urzędy 14 lipca 2006), - Marka Zająkały ze stanowiska sekretarza stanu w Ministerstwie Obrony Narodowej (powołany na to stanowisko 25 sierpnia 2006). |
| 8 września 2007 | |
| - Jerzego Polaczka na urząd ministra transportu. | - Jerzego Polaczka ze stanowiska sekretarza stanu w Ministerstwie Transportu (powołany na to stanowisko 7 września 2007). |
| 10 września 2007 | |
| - Anny Fotygi na urzędy Ministra Spraw Zagranicznych i Przewodniczącej Komitetu Integracji Europejskiej, - Zyty Gilowskiej na urzędy wiceprezesa Rady Ministrów i ministra finansów, - Zbigniewa Religi na urząd ministra zdrowia, - Aleksandra Szczygły na urząd ministra obrony narodowej, - Krzysztofa Szczerskiego na stanowisko podsekretarza stanu w Urzędzie Komitetu Integracji Europejskiej. | - Anny Fotygi ze stanowiska sekretarza stanu w MSZ (powołana na to stanowisko 7 września 2007), - Zyty Gilowskiej ze stanowiska sekretarza stanu w Ministerstwie Finansów (powołana na to stanowisko 7 września 2007), - Zbigniewa Religi ze stanowiska sekretarza stanu w Ministerstwie Zdrowia (powołany na to stanowisko 7 września 2007), - Aleksandra Szczygły ze stanowiska sekretarza stanu w Ministerstwo Obrony Narodowej (powołany na to stanowisko 7 września 2007), - Krzysztofa Szczerskiego ze stanowiska podsekretarza stanu w Ministerstwie Spraw Zagranicznych (powołany na to stanowisko 5 stycznia 2007). |
| 11 września 2007 | |
| - Mariusza Błaszczaka, szefa Kancelarii Premiera, na urząd ministra–członka Rady Ministrów, - Grażyny Gęsickiej na urząd ministra rozwoju regionalnego, - Przemysława Gosiewskiego na urzędy wiceprezesa Rady Ministrów i ministra–członka Rady Ministrów, - Wojciecha Jasińskiego na urząd ministra skarbu państwa, - Michała Seweryńskiego na urząd ministra nauki i szkolnictwa wyższego, - Jana Szyszki na urząd ministra środowiska, - Kazimierza Michała Ujazdowskiego na urząd ministra kultury i dziedzictwa narodowego, - Zbigniewa Wassermanna na urząd Ministra–członka Rady Ministrów, - Piotra Woźniaka na urząd ministra gospodarki, - Zbigniewa Ziobry na urzędy ministra sprawiedliwości i prokuratora generalnego. | - Jarosława Kaczyńskiego, Prezesa Rady Ministrów, z powierzenia obowiązków prokuratora generalnego (powołany na to stanowisko 7 września 2007), - Przemysława Gosiewskiego ze stanowiska sekretarza stanu w Kancelarii Premiera (powołany na to stanowisko 7 września 2007), - Mariusza Błaszczaka, szefa Kancelarii Premiera, ze stanowiska sekretarza stanu w Kancelarii Premiera (powołany na to stanowisko 7 września 2007), - Grażyny Gęsickiej ze stanowiska sekretarza stanu w Ministerstwie Rozwoju Regionalnego (powołana na to stanowisko 7 września 2007), - Wojciecha Jasińskiego ze stanowiska sekretarza stanu w Ministerstwie Skarbu Państwa (powołany na to stanowisko 7 września 2007), - Michała Seweryńskiego ze stanowiska sekretarza stanu w Ministerstwie Nauki i Szkolnictwa Wyższego (powołany na to stanowisko 7 września 2007), - Jana Szyszki ze stanowiska sekretarza stanu w Ministerstwie Środowiska (powołany na to stanowisko 7 września 2007), - Kazimierza Michała Ujazdowskiego ze stanowiska sekretarza stanu w Ministerstwie Kultury i Dziedzictwa Narodowego (powołany na to stanowisko 7 września 2007), - Zbigniewa Wassermanna ze stanowiska sekretarza stanu w Kancelarii Premiera (powołany na to stanowisko 7 września 2007), - Piotra Grzegorza Woźniaka ze stanowiska sekretarza stanu w Ministerstwie Gospodarki (powołany na to stanowisko 7 września 2007), - Zbigniewa Ziobry ze stanowiska sekretarza stanu w Ministerstwie Sprawiedliwości (powołany na to stanowisko 7 września 2007). |
| 13 września 2007 | |
| - Dawida Jackiewicza na stanowisko sekretarza stanu w Ministerstwie Skarbu Państwa. | – |
| 17 września 2007 | |
| – | - Sławomira Urbaniaka ze stanowiska podsekretarza stanu w Ministerstwie Skarbu Państwa (powołany na to stanowisko 6 listopada 2006). |
| 18 września 2007 | |
| - Krzysztofa Tołwińskiego na stanowisko podsekretarza stanu w Ministerstwie Skarbu Państwa. | – |
| 19 października 2007 | |
| – | - Macieja Janickiego ze stanowiska podsekretarza stanu w Ministerstwie Sportu i Turystyki (powołany na to stanowisko 24 sierpnia 2007). |
| 1 listopada 2007 | |
| - Antoniego Macierewicza na stanowisko sekretarza stanu w Ministerstwie Obrony Narodowej. | – |
| 2 listopada 2007 | |
| – | - Andrzeja Jacka Piotrowskiego ze stanowiska podsekretarza stanu w Ministerstwie Gospodarki (powołany na to stanowisko 27 sierpnia 2007). |
| 4 listopada 2007 | |
| – | - Mariusza Błaszczaka, ministra-członka Rady Ministrów, ze stanowiska szefa Kancelarii Premiera (powołany na to stanowisko 31 października 2005), - Jacka Kościelniaka ze stanowisk sekretarza stanu w Kancelarii Premiera, zastępcy szefa Kancelarii Premiera ds. społeczno-gospodarczych oraz wiceprzewodniczącego Komitetu Stałego Rady Ministrów (powołany na te stanowiska 9 stycznia 2007), - Jana Dziedziczaka ze stanowiska rzecznika prasowego rządu (powołany na to stanowisko 14 lipca 2006). |
| 5 listopada 2007 | |
| – | - Piotra Naimskiego ze stanowiska sekretarza stanu w Ministerstwie Gospodarki (powołany na to stanowisko 23 listopada 2005), - Andrzeja Kryżego ze stanowiska podsekretarza stanu w Ministerstwa Sprawiedliwości (powołany na to stanowisko 22 maja 2006). |
| 8 listopada 2007 | |
| – | - Arkadiusza Huzarka ze stanowiska podsekretarza stanu w Ministerstwie Finansów (powołany na to stanowisko 5 marca 2007). |
| 12 listopada 2007 | |
| – | - Haliny Olendzkiej ze stanowiska sekretarza stanu w Ministerstwie Pracy i Polityki Społecznej (powołana na to stanowisko 5 kwietnia 2007). |
| 13 listopada 2007 | |
| – | - Pawła Szałamachy ze stanowiska sekretarza stanu w Ministerstwie Skarbu Państwa (powołany na to stanowisko 5 stycznia 2006), - Pawła Piotrowskiego ze stanowiska podsekretarza stanu w Ministerstwie Skarbu Państwa (powołany na to stanowisko 5 stycznia 2006). |
| 15 listopada 2007 | |
| – | - Beaty Kempy ze stanowiska sekretarza stanu w Ministerstwie Sprawiedliwości (powołana na to stanowisko 22 maja 2006), - Sławomira Kłosowskiego ze stanowiska sekretarza stanu w Ministerstwie Edukacji Narodowej (powołany na to stanowisko 30 czerwca 2006), - Andrzeja Dudy ze stanowiska podsekretarza stanu w Ministerstwie Sprawiedliwości (powołany na to stanowisko 1 sierpnia 2006), - Przemysława Piątka ze stanowiska zastępcy Prokuratora Generalnego w Ministerstwie Sprawiedliwości (powołany na to stanowisko 1 września 2006), - Bartłomieja Grabskiego ze stanowiska podsekretarza stanu w Ministerstwie Obrony Narodowej (powołany na to stanowisko 7 września 2007). |
| 16 listopada 2007 | |
| – | - Zyty Gilowskiej z urzędów wiceprezesa Rady Ministrów i ministra finansów (powołana na te urzędy 10 września 2007), - Przemysława Gosiewskiego z urzędów wiceprezesa Rady Ministrów i ministra–członka Rady Ministrów (powołany na te rzędy 11 września 2007), - Mariusza Błaszczaka z urzędu ministra–członka Rady Ministrów (powołany na ten urząd 11 września 2007) i ze stanowiska szefa Kancelarii Premiera (powołany na to stanowisko 31 października 2005), - Anny Fotygi z urzędów ministra spraw zagranicznych i Przewodniczącej Komitetu Integracji Europejskiej (powołana na te urzędy 10 września 2007), - Grażyny Gęsickiej z urzędów ministra rozwoju regionalnego (powołana na ten urząd 11 września 2007), - Wojciecha Jasińskiego z urzędu ministra skarbu państwa (powołany na ten urząd 11 września 2007), - Jerzego Polaczka z urzędu ministra transportu (powołany na ten urząd 8 września 2007), - Zbigniewa Religę z urzędu ministra zdrowia (powołany na ten urząd 10 września 2007), - Michała Seweryńskiego z urzędu ministra nauki i szkolnictwa wyższego (powołany na ten urząd 11 września 2007), - Aleksandra Szczygły z urzędu ministra obrony narodowej (powołany na ten urząd 10 września 2007), - Jana Szyszki z urzędu ministra środowiska (powołany na ten urząd 11 września 2007), - Kazimierza Michała Ujazdowskiego z urzędu ministra kultury i dziedzictwa narodowego (powołany na ten urząd 11 września 2007), - Zbigniewa Wassermanna z urzędu ministra–członka Rady Ministrów (powołany na ten urząd 11 września 2007), - Piotra Grzegorza Woźniaka z urzędu ministra gospodarki - Zbigniewa Ziobry z urzędów ministra sprawiedliwości i Prokuratora Generalnego (powołany na te urzędy 11 września 2007), - Małgorzaty Sadurskiej ze stanowiska sekretarza stanu w Kancelarii Premiera (powołana na to stanowisko 1 czerwca 2007), - Adama Lipińskiego ze stanowisk sekretarza stanu w Kancelarii Premiera (powołany na to stanowisko 4 listopada 2005) i szefa gabinetu politycznego Premiera (powołany na to stanowisko 14 lipca 2006), - Pawła Solocha ze stanowiska podsekretarza stanu w Ministerstwie Spraw Wewnętrznych i Administracji (powołany na to stanowisko 2 listopada 2005), - Jarosława Brysiewicza ze stanowiska podsekretarza stanu w Ministerstwie Spraw Wewnętrznych i Administracji (powołany na to stanowisko 2 listopada 2005), - Krzysztofa Tołwińskiego ze stanowiska podsekretarza stanu w Ministerstwie Skarbu Państwa (powołany na to stanowisko 18 września 2007). |

## Powołania i odwołania w administracji rządowej
| Powołanie                                                                                     | Odwołanie |
| 5 grudnia 2006                                                                                | 5 grudnia 2006 |
| --------------------------------------------------------------------------------------------- | --- |
| - Tomaszowi Schweitzerowi powierzenie obowiązków prezesa Polskiego Komitetu Normalizacyjnego. | - Janusza Szymańskiego ze stanowiska prezesa Polskiego Komitetu Normalizacyjnego (powołany na to stanowisko 31 grudnia 2002).          |
| 27 lutego 2007                                                                                | |
| –                                                                                             | - Seweryna Kaczmarka ze stanowiska Głównego Inspektora Transportu Drogowego (powołany na to stanowisko 10 grudnia 2001).               |
| 28 lutego 2007                                                                                | |
| - Pawła Usidusa na stanowisko Głównego Inspektora Transportu Drogowego.                       | – |
| 7 marca 2007                                                                                  | |
| - Zbigniewa Niewójta na stanowisko zastępcy Głównego Inspektora Farmaceutycznego.             | – |
| 1 czerwca 2007                                                                                | |
| - Pawła Wypycha na stanowisko prezesa ZUS.                                                    | – |
| 1 sierpnia 2007                                                                               | |
| - Rafał Rogali na stanowisko szefa Urzędu do Spraw Cudzoziemców.                              | – |
| 9 listopada 2007                                                                              | |
| - Tomasza Schweitzera na stanowisko prezesa Polskiego Komitetu Normalizacyjnego.              | - Tomasza Schweitzera z powierzenia obowiązków prezesa Polskiego Komitetu Normalizacyjnego (powołany na to stanowisko 5 grudnia 2006). |
| 12 listopada 2007                                                                             | |
| - Haliny Olendzkiej na stanowisko Rzecznika Ubezpieczonych.                                   | – |